# Ближний (Александрово-Гайский район)
Бли́жний — хутор в Александрово-Гайском районе Саратовской области России. Входит в состав Александрово-Гайского муниципального образования.

## История
Хутор основан постановлением Саратовской областной думы № 3-74 от 13 ноября 2002 года.

## Население
| 2000 | 2010 | 2018 |
| ---- | ---- | ---- |
| 4    | ↗9   | ↘5   |